# Triatlon op de Olympische Zomerspelen 2020

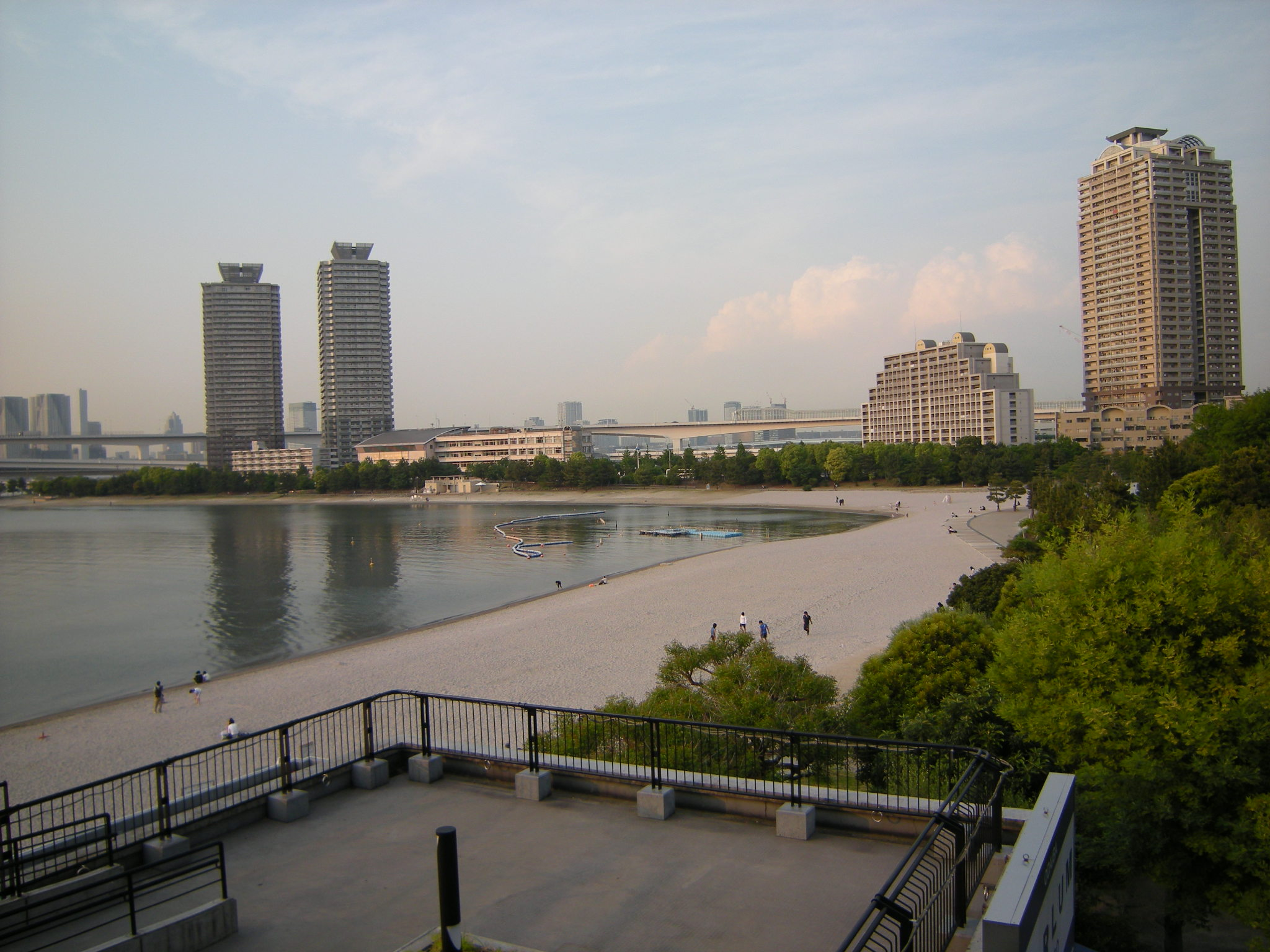
uitzicht op Odaiba Marine Park (2008)

Triatlon is een van de sporten die werdenbeoefend tijdens de Olympische Zomerspelen 2020 in Tokio. Het deelnemersveld bestond in totaal uit 110 atleten en aan zowel het mannen- als vrouwentoernooi deden 55 deelnemers mee. Daarnaast werd er een nieuw onderdeel toegevoegd, de gemengde estafette, waaraan teams bestaande uit twee mannen en twee vrouwen meededen. De estafette vond plaats over een verkort parcours. De triatlon werd gehouden rondom het Odaiba Marine Park in Tokyo Rinkai-fukutoshin.

## Kwalificatie
Bij zowel de mannen als de vrouwen waren er in totaal 55 quotaplaatsen te halen, waarbij elk Nationaal Olympisch Comité (NOC) maximaal drie atleten per evenement mocht afvaardigen. Een quotaplaats wordt toegekend aan het NOC en niet aan de atleet. De kwalificatie voor mannen en vrouwen is gelijk. Gastland Japan was verzekerd van twee quotaplaatsen en 51 plaatsen waren open voor kwalificatie. Daarnaast kende de olympische tripartitecommissie twee plaatsen toe.
De eerste veertien van de 51 plaatsen werden op 21 maart 2020 vergeven op basis van de olympische ranglijst voor de gemengde estafette van de ITU. De zeven hoogst geplaatste landen verdienden voor beide geslachten twee quotaplaatsen. Voor drie NOC's die zich niet via de ranglijst gekwalificeerd hadden waren zes plaatsen per geslacht te behalen bij het olympisch kwalificatietoernooi voor de gemengde estafette in april en mei 2020. Vervolgens waren er 31 quotaplaatsen die individueel verdiend werden, waarvan 26 op basis van de individuele olympische ranglijst per 11 mei 2020. De overige vijf plekken werden vergeven aan de hand van de wereldranglijst (per 1 mei 2020) om deelname van atleten uit de verschillende continenten te waarborgen. De hoogst geklasseerde NOC's die zich nog niet gekwalificeerd hadden kregen elk een plaats toebedeeld, waarbij Afrikaanse landen voorrang haddn over Amerikaanse, Aziatische, Europeaanse en Oceanische.

### Mannen
| Toernooi                                            | Datum                 | Locatie | Plaatsen | Gekwalificeerd |
| --------------------------------------------------- | --------------------- | ------- | -------- | -------------- |
| Gastland                                            | –                     | –       | 2        | Japan          |
| Olympische ranglijst (gemengde estafette)           | 21 maart 2020         | –       | 14       |                |
| Olympisch kwalificatietoernooi (gemengde estafette) | 1 april – 11 mei 2020 | nnb.    | 6        |                |
| Olympische ranglijst (individueel)                  | 11 mei 2020           | –       | 26       |                |
| Wereldranglijst                                     | 11 mei 2020           | –       | 5        |                |
| Uitnodiging olympische tripartitecommissie          | nnb.                  | –       | 2        |                |
| Totaal                                              |                       |         | 55       |                |

### Vrouwen
| Toernooi                                            | Datum                 | Locatie | Plaatsen | Gekwalificeerd |
| --------------------------------------------------- | --------------------- | ------- | -------- | -------------- |
| Gastland                                            | –                     | –       | 2        | Japan          |
| Olympische ranglijst (gemengde estafette)           | 21 maart 2020         | –       | 14       |                |
| Olympisch kwalificatietoernooi (gemengde estafette) | 1 april – 11 mei 2020 | nnb.    | 6        |                |
| Olympische ranglijst (individueel)                  | 11 mei 2020           | –       | 26       |                |
| Wereldranglijst                                     | 11 mei 2020           | –       | 5        |                |
| Uitnodiging olympische tripartitecommissie          | nnb.                  | –       | 2        |                |
| Totaal                                              |                       |         | 55       |                |

## Competitieschema
Hieronder volgt het competitieschema van de triatlon op de Olympische Zomerspelen 2020. De drie evenementen worden gehouden van 26 tot en met 31 juli 2021 en duren elk een dag. De triatlons voor de mannen en de vrouwen vonden daags na elkaar plaats op 26 en 27 juli en de gemengde estafette was op 31 juli.
| F | Finale |

| Datum →     | 26          | 27          | 28          | 29          | 30          | 31          |
| Onderdeel ↓ | 26          | 27          | 28          | 29          | 30          | 31          |
| Individueel | Individueel | Individueel | Individueel | Individueel | Individueel | Individueel |
| ----------- | ----------- | ----------- | ----------- | ----------- | ----------- | ----------- |
| Mannen      | F           |             |             |             |             |             |
| Vrouwen     |             | F           |             |             |             |             |
| Estafette   |             |             |             |             |             |             |
| Gemengd     |             |             |             |             |             | F           |

## Medailles
| Onderdeel          | Goud | Goud                                                              | Zilver | Zilver                                                   | Brons | Brons                                                          |
| ------------------ | ---- | ----------------------------------------------------------------- | ------ | -------------------------------------------------------- | ----- | -------------------------------------------------------------- |
| Mannen             | NOR  | Kristian Blummenfelt                                              | GBR    | Alex Yee                                                 | NZL   | Hayden Wilde                                                   |
|                    |      |                                                                   |        |                                                          |       |                                                                |
| Vrouwen            | BER  | Flora Duffy                                                       | GBR    | Georgia Taylor-Brown                                     | USA   | Katie Zaferes                                                  |
|                    |      |                                                                   |        |                                                          |       |                                                                |
| Gemengde estafette | GBR  | Jessica Learmonth Georgia Taylor-Brown Jonathan Brownlee Alex Yee | USA    | Taylor Knibb Katie Zaferes Kevin McDowell Morgan Pearson | FRA   | Cassandre Beaugrand Léonie Périault Dorian Coninx Vincent Luis |

### Medaillespiegel
| Plaats | Land             | NOC    | Goud | Zilver | Brons | Totaal |
| ------ | ---------------- | ------ | ---- | ------ | ----- | ------ |
| 1      | Groot-Brittannië | GBR    | 1    | 2      | 0     | 3      |
| 2      | Noorwegen        | NOR    | 1    | 0      | 0     | 1      |
| 2      | Bermuda          | BER    | 1    | 0      | 0     | 1      |
| 4      | Verenigde Staten | USA    | 0    | 1      | 1     | 1      |
| 5      | Frankrijk        | FRA    | 0    | 0      | 1     | 1      |
| 5      | Nieuw-Zeeland    | NZL    | 0    | 0      | 1     | 1      |
| Totaal | Totaal           | Totaal | 3    | 3      | 3     | 9      |